# Anhinga hesterna
Anhinga hesterna es una especie de ave acuática suliforme extinta perteneciente al género Anhinga, cuyas especies vivientes son denominadas comúnmente aningas, biguá-víboras, aves serpiente, marbellas o patos aguja.
Habitó en el Mioceno inferior de Sudamérica, representando de este modo el registro más antiguo de la familia Anhingidae en el subcontinente. Se habría alimentado especialmente de peces además de otros organismos acuáticos.

## Taxonomía
Anhinga hesterna fue descrita originalmente en el año 1895 por el naturalista, arqueólogo, antropólogo, paleontólogo y geólogo argentino Florentino Ameghino con el nombre científico de Liptornis hesternus, creándole para la misma el género propio Liptornis. El taxón descansa sobre una única vértebra cervical posterior, exhumada en estratos de la Formación Santa Cruz (Mioceno temprano tardío), en la localidad fosilífera La Cueva, en la provincia de Santa Cruz, Patagonia argentina.
La posición sistemática y la validez de este taxón resultaron dudosas. Ameghino realizó una detallada descripción, teniendo una combinación única de características: vértebra cervical de forma alargada y grácil, prezigapófisis desplazadas lejos desde el centrum, un par de crestas longitudinales sobre la cara ventral del centrum con la formación de un canal tendinal, y ausencia de espina neural.
Por la pérdida del holotipo y de la ausencia de medidas en la descripción original de la vértebra cervical en la que se basa, Cenizo y Agnolín en 2010 lo consideraron como un nomen dubium.
En el año 2015 se realizó una revisión sistemática de los integrantes de la familia Anhingidae descritos para el subcontinente sudamericano. En el análisis filogenético se tuvo en cuenta los estadios ontogenéticos presentes en las muestras para evitar una sobrestimación de la verdadera diversidad de especies, se analizó también las variaciones cuali- y cuantitativas en relación con las especies actuales para finalmente proceder a redefinir y delimitar el elenco taxonómico fósil.
También se realizaron estudios paleobiológicos, mediante tomografías axiales de determinados elementos óseos para determinar la robustez de su corteza. Cotejándolas respecto a las aningas vivientes, se estimó las masas corporales de cada especie extinta, se infirió su musculatura mediante la comparación entre correlatos óseos de los orígenes e inserciones y desarrollos musculares, estimándose así mismo morfotipos locomotores, se calculó la envergadura alar, el área del ala y la carga alar. La conclusión de la revisión sistemática determinó que se trata de un taxón válido pero se lo recombinó en Anhinga.
Para Anhinga hesterna se estimó una masa corporal de 1,6 kg.